# Urva semitorquata
Urva semitorquata (мангуста жовтошия) — рід ссавців, представник ряду хижих із родини мангустових. Мешкає на островах Борнео і, ймовірно, Бруней (хоча достеменних записів нема) і на Суматрі (хоча є лише два історичні записи цього). Проживає в ряді різних місць проживання, у тому числі в первинних лісах, порушення середовищах проживання, низовинах і пагорбах.

## Загрози та охорона
Перебуває під захистом у всій Малайзії. Перебування на природоохоронних територіях непевне.